# Blåstjerne (art)
Blåstjerne (Sherardia arvensis) er en 5-15 cm høj urt, der i Danmark vokser på agerjord.

## Beskrivelse
Blåstjerne er en enårig, urteagtig plante med en spinkel, opstigende eller nedliggende vækst. Stænglen er firkantet, forgrenet og ruhåret med kransstillede blade. Hver bladkrans har 4-6 hele, omvendt ægformede eller lancetformede, ru blade med fint takket rand og lang spids. Oversiden er blankt græsgrøn, mens undersiden er noget lysere.
Blomstringen foregår i maj-september, og man finder blomsterne samlet i endestillede hoveder med 8-10 blomster og 6-8 svøbblade. De enkelte blomster er regelmæssige, 4- eller 5-tallige og har blålilla kronblade. Frugterne er delfrugter med 2 dele.
Rodsystemet består af en tynd pælerod og forholdsvis få, trævlede siderødder.
Højde x bredde og årlig tilvækst: 0,10 x 0,10 m (10 x 10 cm/år).

## Voksested
Arten er naturligt udbredt i Mellemøsten, Kaukasus og det meste af Europa. Den er desuden naturaliseret i Nordamerika og Australien. Den er knyttet til lysåbne voksesteder med en varm og tør, kalk- og næringsrig jord. I Danmark findes den derfor ofte hist og her på tørre marker, overdrev, skrænter og langs veje på Øerne og i Østjylland, mens den er sjælden i Vest- og Nordjylland.
Ved Keldsnor på det sydlige Langeland findes et 3,4 ha stort overdrevsområde, ”Fakkebjerg”, og her vokser arten sammen med bl.a. alm. brunelle, cikorie, draphavre, hjertegræs, alm. kamgræs, alm. katost, alm. kællingetand, merian, alm. torskemund, bakkejordbær, bidende stenurt, blåhat, bredbladet timian, gul fladbælg, gul kløver, humlesneglebælg, knoldet mjødurt, krybende potentil, liden klokke, markkrageklo, prikbladet perikon, stor knopurt, storkronet ærenpris, sød astragel og vild løg
| Portal | Portal:Botanik |

## Note
1. ↑  Skov- og naturstyrelsen: Uddrag af driftsplan for Fyns Statsskovdistrikt 1999-2013